# Les jeux et les hommes
Les jeux et les hommes (sous-titré Le masque et le vertige) est un essai du sociologue Roger Caillois publié en 1958 et développé en 1967. Plus qu’une simple sociologie des jeux, l’ambition de Caillois dans cet ouvrage est de jeter « les fondements d’une sociologie à partir des jeux ».
Dans son ouvrage, Caillois fait souvent référence aux études de l’historien Johann Huizinga (Homo ludens, 1938), dont il conteste bon nombre des affirmations, mais avec qui il partage l’idée selon laquelle les jeux sont fondamentaux dans le développement de la civilisation. À partir d’une classification des jeux selon leur typologie, Roger Caillois développe une sociologie des jeux et soutient la thèse que de nombreux comportements sociaux découlent des rapports d’un individu aux jeux. Par ailleurs, Caillois affirme également que le jeu est une activité que l’on retrouve dans tout le règne animal, il compare en ce sens des activités ludiques humaines à des comportements d'animaux.

## Définition du jeu
Selon Roger Caillois, le jeu se distingue du travail en ce qu’il est une activité libre, divertissante et qui n’aboutit à aucune création de valeur d’un point de vue économique. En effet, au terme d’une partie d’échecs, de bridge… le joueur ne possède pas plus de richesses qu’au début. L’auteur précise d’ailleurs que les jeux d’argent ne dérogent pas à la règle puisqu’ils ne permettent qu’un déplacement des richesses et non une création de valeur : les pertes des uns sont les gains des autres.
En conclusion, Roger Caillois définit « le jeu comme une activité :
1. libre : à laquelle le joueur ne saurait être obligé sans que le jeu perde aussitôt sa nature de divertissement attirant et joyeux ;
2. séparée : circonscrite dans des limites d’espace et de temps précises et fixées à l’avance ;
3. incertaine : dont le déroulement ne saurait être déterminé ni le résultat acquis préalablement, une certaine latitude dans la nécessité d’inventer étant obligatoirement laissée à l’initiative du joueur ;
4. improductive : ne créant ni bien, ni richesse, ni élément nouveau d’aucune sorte ; et, sauf déplacement de propriété au sein du cercle des joueurs, aboutissant à une situation identique à celle du début de la partie ;
5. réglée : soumise à des conventions qui suspendent les lois ordinaires et qui instaurent momentanément une législation nouvelle, qui seule compte ;
6. fictive : accompagnée d’une conscience spécifique de réalité seconde ou de franche irréalité par rapport à la vie courante.»[2]

## Classification des jeux
Afin de mieux cerner les différences entre la multitude de jeux qui existent, Roger Caillois propose une classification qui puisse d’englober leur totalité. Cette classification n’est pas faite de manière formelle et s’intéresse peu aux classifications traditionnelles (jeu d’adresse, jeu de raquette, jeu de plateau…). Ainsi l’auteur considère qu’il existe quatre catégories fondamentales (agôn, alea, mimicry et ilinx) qui s’expriment selon deux modalités (ludus et paidia).

### Les catégories de jeux

#### Agôn
Par agôn, Caillois entend les jeux qui font appel à la compétition et aux capacités des différents joueurs (intellectuelles, physiques…) et où les joueurs possèdent les mêmes chances au début de la partie. L’égalité des chances est un élément primordial et Caillois abonde en précisant que dans certains cas où le niveau d’un joueur est supérieur à celui de son adversaire, des aménagements servent à rétablir l’égalité fondamentale : enlever une pièce lors d’une partie d’échec par exemple.
Caillois précise néanmoins qu’une égalité des chances totale n’est pas toujours possible : lors d’une partie d’échecs, les blancs ont l’avantage du premier coup, lors d’une rencontre sportive en plein air, une équipe peut être désavantagée à cause des reflets du soleil.

#### Alea
Par l’alea, Roger Caillois considère les jeux qui reposent sur le hasard pur, sans que les capacités d’un joueur puisse influer sur l’issue d’une partie. En ce sens, l’aléa est diamétralement opposé à l’agôn : dans un cas le joueur se repose sur ses capacités, dans l’autre il se repose sur le destin. Si l’agôn valorise le travail et l’entrainement, l’alea le nie.

#### Mimicry
Par mimicry, Roger Caillois entend les jeux qui supposent l’incarnation d’un personnage. Cette catégorie comprend par exemple les jeux de rôles où chaque joueur incarne autre chose que lui-même. C’est le cas par exemple des enfants qui jouent au policier, au pompier, à la ménagère, au soldat…
Quand le jeu devient un spectacle, on retrouve également la mimicry dans le sens où le spectateur se projette dans le joueur pour l’incarner.

#### Ilinx
Cette catégorie concerne l’ensemble des jeux qui produisent des vertiges et visent à déstabiliser les sens et la perception d’un individu. Roger Caillois donne pour exemple les enfants qui tournent sur eux-mêmes pour créer une sensation de vertige. Cette catégorie comprend donc également balançoire, toboggan, manège, montagnes russes…

### Les modalités du jeu

#### Paidia
Selon Caillois , « Les règles sont inséparables du jeu sitôt que celui-ci acquiert […] une existence institutionnelle ». Néanmoins, le jeu trouve ses origines dans une forme de liberté que l’auteur nomme paidia : il s’agit de l’improvisation et de la capacité d’un individu à jouer sans contraintes. Le jeu qu’implique la paidia n’a généralement pas de nom, car imprécis et instable.

#### Ludus
Le ludus, quant à lui, est l’extension de la paidia : il s’agit de la stabilisation des règles et de l’instauration d’une convention. Le ludus s’exprime notamment au travers de l’agôn, où chaque joueur est soumis à un cadre fixe et à des lois du jeu.

## Vocation sociale des jeux
Dans cette partie de l’ouvrage, Roger Caillois souhaite montrer que toute forme de jeu revêt nécessairement un caractère social et que le jeu n’a de sens réellement que lorsqu’il y a d’autres joueurs ou participants. Cela peut sembler évident pour les jeux qui ne peuvent se pratiquer individuellement : match de foot, boxe… Néanmoins, même les jeux qui se pratiquent en solitaire revêtent une dimension sociale. Caillois illustre cela en précisant que généralement, les personnes qui pratiquent une même activité solitaire (yoyo, diabolo, toupie, cerf-volant…) se retrouvent entre eux. En ce sens un lanceur de javelot ne se retrouve pas avec un joueur de yoyo. Bien que ces activités soient solitaires, une rivalité nait entre les joueurs, et chacun souhaite surpasser l’autre en adresse, en force, en vitesse… De manière générale, tous les jeux possèdent une dimension sociale, que ce soit dans le spectacle ou la compétition, voire les deux.

## Corruption des jeux
Roger Caillois considère que le jeu et la réalité sont des mondes bien distincts, chacun obéissant à ses règles. En effet, une personne n’est soumise aux règles du jeu que le temps d’une partie ; une fois celle-ci achevée, le joueur retourne au réel qui répond à ses propres règles. La corruption des jeux intervient lorsqu’il y a une contamination, c’est-à-dire lorsque les règles du jeu s’étendent à la réalité.
Afin de développer ses propos, Roger Caillois reprend sa classification (agôn, alea, mimicry et ilinx) pour montrer dans chaque cas comment intervient cette corruption.
- Dans le cas de l’agôn, la contamination intervient lorsque la confrontation, qui était limitée à l’univers du jeu, s’étend dans le monde réel. « Elle apparait dans chaque antagonisme que ne tempère plus la rigueur de l’esprit du jeu. »[4]

- Dans le cas de l’alea, il y a corruption « dès que le joueur cesse de respecter le hasard, c’est-à-dire cesse de le tenir pour ressort impersonnel et neutre. »[5] Selon Caillois, la superstition est la cause de la corruption de l’alea. À partir du moment où un joueur pense être capable de contrôler l’issue d’une partie soumise au hasard par la puissance des astres, des cartes, de la divination…  il corrompt la nature même du jeu.

- Dans le cas de la mimicry, la corruption intervient lorsque le rôle interprété pénètre le réel. Lors d’une représentation théâtrale par exemple, un acteur cesse d’incarner son rôle à la fin de la pièce et les applaudissements des spectateurs ratifient le retour au réel. À partir du moment où une personne continue d’interpréter un rôle en dehors du cadre du jeu, il contamine le réel.

- Quant à l’ilinx, Roger Caillois considère que la contamination intervient lorsque l’univers du jeu ne protège plus le joueur du vertige. Dans le cas des parcs d’attraction ou des fêtes foraines par exemple, la recherche du vertige est momentanée. Il y a bien une limite dans l’espace et dans le temps, et le vertige n’est présent que le temps d’un tour de manège. En revanche, lorsqu’une personne recherche les effets du vertige en dehors de l’univers du jeu, il y a une contamination du réel. C’est le cas notamment de la consommation de substances psychotropes qui, si elles reproduisent des effets de vertige, altèrent également les capacités physiques et mentales d’une personne.